# Liste des organisations s'opposant aux sans-abri
 (juillet 2024).
Il s'agit d'une liste d'organisations notables qui fournissent des services ou travaillent sur des questions liées à l'itinérance.

## A- B
- 100 000 Homes Campaign, un programme américain dont la mission est de placer 100 000 sans-abri chroniques dans un logement stable.
- Abahlali baseMjondolo, un mouvement de masse populaire, entièrement non professionnalisé et démocratique, composé d'habitants de bidonvilles et d'autres personnes pauvres en Afrique du Sud.
- Agir pour la vie
- Centre Ali Forney
- Anti-Poverty Committee, une organisation basée à Vancouver, en Colombie-Britannique, qui fait campagne contre la pauvreté et l'itinérance.
- Back on My Feet, une organisation américaine de sensibilisation aux sans-abris urbains basée à Philadelphie, en Pennsylvanie, axée sur la lutte contre le sans-abrisme par la course à pied
- Fondation pieds nus
- Barnabus Manchester
- La Fondation Big Issue
- Centre Bill Wilson
- Le centre des stands
- La mission Bowery
- Innover
- Pause

## C-D
- Gîte des Gardiens
- Carrfour Supportive Housing, créé en 1993 pour mettre fin au sans-abrisme à Miami, en Floride
- Casa Alianza, une organisation caritative et ONG dont les objectifs sont la réhabilitation et la défense des enfants des rues au Guatemala, au Honduras, au Mexique et au Nicaragua
- Attraper des vies
- Catharsis (organisation)
- Organismes de bienfaisance catholiques
- Centrepoint (association caritative)
- Pénitencier de l'Église
- Citoyens pour la justice publique
- Coalition on Homelessness, une organisation de défense des sans-abri et de justice sociale qui se concentre sur la création de solutions à long terme aux problèmes d'itinérance, de pauvreté et de logement à San Francisco, en Californie.
- Abri côtier
- Terrain d'entente (Seattle)
- Communauté de Sant'Egidio
- Services familiaux Compass
- Maison de l'Alliance
- Crise (association caritative)
- Dans la Rue
- Maison de détour
- Village de la Dignité
- Village du Dôme
- Centre de services d’urgence du centre-ville

## E-F
- Emmaüs (association caritative)
- Plan d'autonomisation
- Agence des Maisons Vides
- Promesse familiale
- TarifDébut
- FEANTSA, le seul grand réseau européen qui se concentre exclusivement sur le sans-abrisme au niveau européen et reçoit le soutien financier de la Commission européenne pour la mise en œuvre de ses activités
- Premier pas de retour à la maison
- Maison Florence
- Cavaliers de trains de marchandises d'Amérique
- Fondation Frontline

## G-I
- HabiJax
- Habitat pour l'humanité
- Aide à domicile
- AccueilServices au sol
- Mouvement des travailleurs sans-abri, un mouvement social urbain qui lutte pour le droit au logement à faible revenu au Brésil
- Foyers pour les sans-abri
- Des maisons, pas des prisons
- ESPOIR Atlanta
- Maison Horizon
- Maison d'accueil
- Hôtel de Gink
- Maison aux myrtilles
- J'ai un projet de nom
- Interagency Council on Homelessness, un programme et un bureau fédéral américain créé par la loi McKinney-Vento Homeless Assistance Act de 1986 [1]
- Association internationale de protection de la Fraternité
- Invisible People, Invisible People est une organisation américaine à but non lucratif de type 501(c)(3) qui travaille pour les sans-abri aux États-Unis.[1] L'organisation sensibilise le public à l'itinérance par le biais de récits, de ressources pédagogiques et de plaidoyer.

Haut de page

## J–L
- Corps des Volontaires Jésuites
- Maison Joe Hill
- Manoir de Karluk
- Communauté LAMPE
- Phare de Vienne

Haut de page

## M-N
- Maisons folles
- Centre d'accueil et d'action de Manille
- Mission de minuit :P
- École normale de Milwaukee - Lycée technique et commercial pour filles de Milwaukee
- Mission Australie
- Musée des sans-abri
- Najidah (Australie)
- National Alliance to End Homelessness, une organisation à but non lucratif qui promeut des mesures visant à mettre fin au sans-abrisme aux États-Unis.
- Coalition nationale pour les anciens combattants sans abri
- Le Centre juridique national sur les sans-abri et la pauvreté
- Département des services aux sans-abri de la ville de New York
- Fiducie de logement de Notting Hill

Haut de page

## O–P
- Mission Ancienne Brasserie
- Coalition ontarienne contre la pauvreté
- Filet de sécurité opérationnel
- Dehors à (organisation)
- Maison de l'ozone
- Mission Jardin du Pacifique
- Palladia (organisme de services sociaux)
- Le Passage (association caritative)
- Pathways to Housing, une organisation à but non lucratif dont l'objectif est de fournir un logement aux sans-abri handicapés mentaux de la ville de New York.
- Abri pêcher-pin
- Alliance des pauvres
- Centre Poverello
- Projet Boussole
- Projet ACCUEIL
- Projets d'aide à la transition après l'itinérance

## Q-R
- Carrières
- Maison Raphaël
- Restaurants du Cœur
- Rosie's Place, un sanctuaire pour femmes pauvres et sans abri situé à Boston, Massachusetts
- Initiative pour les sans-abri
- Maisons Rowton
- Centre Ruth Ellis
- Militant pour le logement de la Revolutionary Housing League et groupe d'action directe en Irlande

## S
- Horizon sûr
- Saint Francis House, un refuge de jour pour les sans-abri et les pauvres du centre-ville de Boston, Massachusetts
- Maison d'hospitalité Saint Joseph (Pittsburgh)
- armée du Salut
- SAMU Social, service d'urgence municipal de plusieurs villes de France dont l'objet est d'apporter des soins et une aide médicale aux personnes sans abri.
- Autorité du logement de San Antonio
- Sanyukai, une ONG opérant dans le quartier de San'ya à Tokyo, au Japon, qui offre des services gratuits aux sans-abri
- La mission Scott
- Maison Seaton
- Travaux de jardin pour les jeunes de Seattle
- Deuxième récolte Toronto
- Deuxième église presbytérienne (Chattanooga, Tennessee)
- Colonie auto-maître
- Shelter (association caritative), un organisme de bienfaisance enregistré qui milite pour mettre fin au sans-abrisme et aux mauvais logements en Angleterre et en Écosse.
- Refuge
- Le projet Shoebox pour les refuges
- Projet unique pour les sans-abri
- Pour que d'autres puissent manger
- La Société de Secours aux Pauvres Sans-Abri
- Société de Saint-Jacques
- Auberge du Parc du Sud
- Services à la jeunesse et à la famille du Sud
- Sainte Mangouste (association caritative)
- Église Saint-Patrick, Hove
- Fondation Saint-Antoine
- Église épiscopale Saint-Paul (Chattanooga, Tennessee)
- StandUp pour les enfants
- Institut de médecine de rue
- Programme de sensibilisation de rue
- Streetlife (association caritative)
- Fondation Sheltersuit
- Centre Sulzbacher
- Services de soutien aux familles d'anciens combattants (SSVF)

## T–U
- Reprendre la terre
- Services à la Jeunesse de Taldumande
- TECHO
- Ville de tentes 4
- Atteindre la Tamise
- Communauté de point de basculement
- Maison de l'industrie de Toronto
- Vie de transition pour les jeunes sans-abri plus âgés
- Conseil interagences des États-Unis sur les sans-abri

## W-Z
- Aide aux anciens combattants
- Centre de transition des anciens combattants
- Clinique juridique de Washington pour les sans-abri
- Chapelle au bord du chemin
- Centre Weingart pour les sans-abri
- Église presbytérienne galloise (Columbus, Ohio)
- Western Cape Anti-Eviction Campaign, un mouvement social sud-africain luttant contre les expulsions et d'autres causes de sans-abrisme.
- Café de l'oie sauvage
- Soins spécialisés aux personnes âgées de Wintringham
- Yfondations
- Les jeunes hors de la rue